# Теразозин
Теразозин (англ. Terazosin, лат. Terazosinum) — синтетичний антигіпертензивний препарат та препарат для лікування доброякісної гіперплазії передміхурової залози, що належить до групи альфа-адреноблокаторів., та є похідним піперазину і хіназоліну. Теразазозин застосовується перорально. Теразозин уперше запатентований компанією «Abbott» у 1977 році, та застосовується у клінічній практиці з 1985 року.

## Фармакологічні властивості
Теразозин — синтетичний лікарський препарат, що належить до групи альфа-адреноблокаторів. Механізм дії препарату полягає у селективному блокуванні постсинаптичних α1-адренорецепторів, що призводить до усунення дії α-адреностимулюючих гормонів (катехоламінів) на судини. Наслідком цього є розширення периферичних судин, зниження периферичного опору судин та зниження артеріального тиску. Препарат також зменшує переднавантаження на серце, а унаслідок розширення під час його дії периферичних вен зменшує також післянавантаження на серце. на відміну від інших препаратів групи теразозин не спричинює рефлекторної тахікардії. При застосуванні теразозину спостерігається зниження загального холестерину, а також ліпопротеїнів низької щільності і дуже низької щільності. Теразозин початково застосовувався для лікування артеріальної гіпертензії, проте натепер він не є препаратом першої лінії для лікування гіпертензії. Теразозин також спричинює розслаблення гладеньких м'язів простати і її капсули, а також шийки сечового міхура, наслідком чого є зменшення опору і тиску в сечових шляхах. Унаслідок цього теразозин переважно застосовується при гіперплазії передміхурової залози та інших захворюваннях, при яких спостерігається затримка сечі.

### Фармакокінетика
Теразозин швидко та добре всмоктується у шлунково-кишковому тракті, біодоступність препарату складає 90 %. Препарат розпочинає діяти за 30 хвилин після застосування, максимальна концентрація теразозину в крові досягається протягом 1 години після прийому препарату. Препарат добре (на 90—94 %) зв'язується з білками плазми крові. Теразозин проникає через плацентарний бар'єр, даних за виділення в грудне молоко препарату немає. Метаболізується препарат у печінці з утворенням 4 метаболітів, один з яких має незначні антигіпертензивні властивості. Виводиться теразозин із організму переважно із жовчю, до 40 % препарату виводиться із сечею. Період напіввиведення теразозину становить 12 годин, при печінковій недостатності цей час може збільшуватися.

## Покази до застосування
Теразозин застосовують для лікування гіпертонічної хвороби та при доброякісній гіперплазії передміхурової залози.

## Побічна дія
При застосуванні теразозину найчастішими побічними ефектами є ортостатична артеріальна гіпотензія, яка виникає при прийомі препарату в стоячому положенні, тахікардія, задишка, набряки нижніх кінцівок. Іншими побічними ефектами препарату є:
- Алергічні реакції — шкірний висип, свербіж шкіри, риніт, гарячка, бронхоспазм, задишка, кашель, фарингіт, підвищена пітливість.
- З боку травної системи — нудота, діарея або запор, блювання, сухість у роті, метеоризм.
- З боку нервової системи — головний біль, запаморочення, швидка втомлюваність, парестезії, депресія, галюцинації, сонливість або безсоння, тривожність, порушення сприйняття, шум у вухах, порушення зору.
- З боку сечостатевої системи — почащення сечопуску, нетримання сечі, гематурія, цистит, пріапізм, зниження потенції.
- Інші побічні ефекти — носова кровотеча, артралгії, подагра, збільшення маси тіла, біль у грудній клітці.
- Зміни в лабораторних показниках — лейкопенія, тромбоцитопенія, анемія, зниження кількості загального білка в крові, зниження гематокриту.

## Протипоказання
Теразозин протипоказаний при підвищеній чутливості до препарату та інших похідних хіназоліну, при вагітності та годуванні грудьми, дітям, а також при раку простати.

## Форми випуску
Теразозин випускається у вигляді таблеток або желатинвих капсул по 0,001; 0,002; 0,005 і 0,01 г.